# محاسبات انسان محور
محاسبات انسان‌محور (Human-Centered Computing یا HCC) حوزه‌ای است که به طراحی، توسعه و به‌کارگیری سامانه‌های رایانه‌ای با ابتکار عمل مشترک انسان و رایانه می‌پردازد. این حوزه از هم‌گرایی چندین رشته مختلف به‌وجود آمده است؛ رشته‌هایی که هم به درک رفتار و ویژگی‌های انسان توجه دارند و هم به طراحی مصنوعات رایانشی. محاسبات انسان‌محور ارتباط نزدیکی با تعامل انسان و رایانه و علم اطلاعات دارد. در حالی که محاسبات انسان‌محور بیشتر به سامانه‌ها و شیوه‌های استفاده از فناوری می‌پردازد، تعامل انسان و رایانه تمرکز بیشتری بر ارگونومی و کاربردپذیری (Usability) مصنوعات رایانشی دارد و علم اطلاعات بر روی شیوه‌های گردآوری، پردازش و استفاده از اطلاعات متمرکز است. پژوهشگران و متخصصان محاسبات انسان‌محور معمولاً از یک یا چند رشته مانند علوم رایانه، عوامل انسانی، جامعه‌شناسی، روان‌شناسی، علوم شناختی، انسان‌شناسی، مطالعات ارتباطی، طراحی گرافیک و طراحی صنعتی می‌آیند. برخی از پژوهشگران بر درک انسان‌ها — چه به‌صورت فردی و چه در گروه‌های اجتماعی — تمرکز دارند، به‌ویژه با بررسی اینکه انسان‌ها چگونه فناوری‌های رایانشی را در زندگی خود به‌کار می‌گیرند و با آن سازگار می‌شوند. گروهی دیگر بر طراحی و توسعه مصنوعات جدید رایانشی تمرکز دارند.

## مرور کلی

### دامنه کاربرد
محاسبات انسان‌محور (HCC) با هدف پر کردن شکاف موجود میان رشته‌های مختلفی ایجاد شده که در طراحی و پیاده‌سازی سامانه‌های رایانشی پشتیبان فعالیت‌های انسانی نقش دارند. در عین حال، HCC مجموعه‌ای از روش‌شناسی‌ها را ارائه می‌دهد که در هر زمینه‌ای که از رایانه استفاده می‌شود و افراد به‌صورت مستقیم با سامانه‌ها یا ابزارهای رایانه‌ای در تعامل‌اند، قابل کاربرد است. HCC طراحی سامانه‌های رایانه‌ای مؤثر را تسهیل می‌کند؛ سامانه‌هایی که جنبه‌های شخصی، اجتماعی و فرهنگی انسان را در نظر می‌گیرند. این حوزه به مسائلی همچون طراحی اطلاعات، تعامل انسان با اطلاعات، تعامل انسان و رایانه، تعامل انسان با انسان (از طریق واسطه‌های فناورانه) و رابطه بین فناوری رایانه‌ای با هنر، مسائل اجتماعی و فرهنگی می‌پردازد.

## موضوعات محاسبات انسان‌محور
بنیاد ملی علوم ایالات متحده (NSF) پژوهش سه‌بعدی را به‌صورت «فضایی سه‌بعدی متشکل از انسان، رایانه و محیط» تعریف می‌کند. بر اساس این تعریف، بُعد انسانی شامل پژوهش‌هایی است که نیازهای فردی را پشتیبانی می‌کنند، تا کار تیمی در قالب گروه‌هایی با اهداف مشخص، و در نهایت جامعه به‌عنوان مجموعه‌ای غیرساخت‌یافته از افراد متصل به یکدیگر. بُعد رایانه‌ای شامل دستگاه‌های رایانشی ثابت، دستگاه‌های همراه، و همچنین سامانه‌های رایانشی دیداری/شنیداری است که در محیط فیزیکی اطراف کاربر تعبیه شده‌اند. بُعد محیطی نیز از دستگاه‌های فیزیکی رایانشی جداگانه، تا سامانه‌های واقعیت ترکیبی، و محیط‌های مجازی فراگیر (immersive) را در بر می‌گیرد.
برخی از موضوعات رایج در این حوزه در ادامه آمده‌اند.

### فهرستی از موضوعات حوزهٔ محاسبات انسان‌محور
- حل مسئله در محیط‌های توزیع‌شده، شامل سامانه‌های اطلاعاتی مبتنی بر اینترنت، گریدهای محاسباتی، شبکه‌های اطلاعاتی مبتنی بر حسگر، و ابزارهای اطلاعاتی همراه و پوشیدنی.
- رابط‌های چندرسانه‌ای و چندحالته که در آن‌ها ترکیبی از گفتار، متن، گرافیک، حرکات، لمس، صدا و دیگر شیوه‌ها برای ارتباط میان انسان و ماشین به‌کار می‌روند.
- رابط‌های هوشمند و مدل‌سازی کاربر، تصویری‌سازی اطلاعات و سازگار کردن محتوا با توانایی‌های مختلف نمایش، حالت‌های ارتباطی، پهنای باند و تأخیر.
- سامانه‌های چندعاملی برای کنترل، هماهنگی اقدامات و حل مسائل پیچیده در محیط‌های توزیع‌شده در حوزه‌هایی مانند تیم‌های واکنش به بحران، تجارت الکترونیک، آموزش و سالمندی موفق.
- مدل‌هایی برای تعامل مؤثر انسان–انسان از طریق رایانه تحت شرایط مختلف، مانند کنفرانس ویدیویی یا همکاری از طریق شبکه‌هایی با پهنای باند بالا و پایین.
- تعریف ساختارهای معنایی برای اطلاعات چندرسانه‌ای به‌منظور پشتیبانی از ورودی و خروجی میان‌حالتی (Cross-modal).
- راه‌حل‌های خاص برای پاسخ‌گویی به نیازهای ویژهٔ جوامع خاص.
- سامانه‌های همکاری‌محور که تعاملات پویا و دانش‌محور برای نوآوری و تولید دانش را فراتر از مرزهای سازمانی، ملی و حرفه‌ای ممکن می‌سازند.
- روش‌های نوآورانه برای پشتیبانی و تقویت تعامل اجتماعی، از جمله ایده‌هایی نو مانند ارتز اجتماعی (social orthotics)، رایانش عاطفی (affective computing) و ثبت تجربه (experience capture).
- مطالعه چگونگی واکنش و تطبیق سازمان‌های اجتماعی (نظیر نهادهای دولتی یا شرکت‌ها) با فناوری‌های اطلاعاتی جدید و تأثیر آن‌ها بر طراحی فنی و فهم علمی.
- تعامل انسان و رایانه مبتنی بر دانش که از آنتولوژی‌ها برای رفع ابهامات معنایی میان درک انسان و ماشین در رفتارهای متقابل بهره می‌برد.[۲]
- اندازه‌گیری انسان‌محور ارتباط معنایی که از قدرت انسانی برای سنجش میزان نزدیکی مفهومی میان دو واژه یا مفهوم استفاده می‌کند.[۳]

## سیستم‌های انسان‌محور
سیستم‌های انسان‌محور (Human-Centered Systems یا HCS)، سامانه‌هایی هستند که بر پایهٔ اصول محاسبات انسان‌محور طراحی شده‌اند. این رویکرد نخستین‌بار توسط مایک کولی (Mike Cooley) در کتاب معمار یا زنبور؟ (Architect or Bee?) مطرح شد که برگرفته از تجربهٔ وی در طرح لوکاس (Lucas Plan) بود. HCS بر طراحی سامانه‌های تعاملی با تمرکز بر فعالیت‌های انسانی تأکید دارد. بر اساس گفتهٔ کلینگ و همکاران، کمیته رایانش، اطلاعات و ارتباطات در شورای ملی علم و فناوری ایالات متحده، سیستم‌های انسان‌محور را یکی از پنج مؤلفهٔ اصلی برنامهٔ رایانش کارایی‌بالا معرفی کرده‌اند.
سیستم‌های انسان‌محور گاهی در قالب خودکارسازی انسان‌محور (human-centered automation) نیز معرفی می‌شوند. طبق تعریف کلینگ و همکاران، HCS به سامانه‌هایی اطلاق می‌شود که:
- بر پایهٔ تحلیل وظایف انسانی طراحی شده‌اند،
- عملکرد آن‌ها با توجه به منافع انسانی سنجیده می‌شود،
- به مهارت‌های انسانی توجه دارند،
- و به‌راحتی با نیازهای در حال تغییر انسان قابل انطباق‌اند.

افزون بر این، کلینگ و همکاران چهار بُعد از انسان‌محور بودن را برای ارزیابی چنین سامانه‌هایی برمی‌شمارند:
- سامانه باید پیچیدگی سازمان اجتماعی هدف و ساختارهای اجتماعی مختلف مرتبط با کار و اطلاعات را تحلیل کند.
- انسان‌محور بودن یک ویژگی ذاتی سامانه نیست، بلکه فرآیندی است که در آن ذی‌نفعان در ارزیابی سودمندی سامانه نقش دارند.
- معماری پایه‌ای سامانه باید بازتاب‌دهندهٔ رابطه‌ای واقع‌گرایانه میان انسان و ماشین باشد.
- هدف و مخاطب سامانه باید به‌صورت صریح در طراحی، ارزیابی و استفاده از آن لحاظ شود.

## تعامل انسان و رایانه
در حوزهٔ تعامل انسان و رایانه (HCI)، اصطلاح «کاربرمحور» به‌طور گسترده‌ای به‌کار می‌رود. تمرکز اصلی این رویکرد، درک عمیق و پاسخ‌گویی به نیازهای کاربران است تا فرایند طراحی بر پایهٔ آن‌ها هدایت شود. با این حال، محاسبات انسان‌محور (HCC) فراتر از حوزه‌های رایجی همچون مهندسی قابلیت استفاده (Usability Engineering)، تعامل انسان و رایانه، و ارگونومی است که عمدتاً به طراحی رابط کاربری و تعاملات محدود می‌شوند. کارشناسان، HCC را رشته‌ای میان‌رشته‌ای می‌دانند که حوزه‌هایی مانند علوم یادگیری، علوم اجتماعی، علوم شناختی، و سامانه‌های هوشمند را در مقایسه با رویکрدهای سنتی HCI با عمق بیشتری در هم می‌آمیزد. مفهوم محاسبات انسان‌محور به‌عنوان یکی از جنبه‌های بنیادین در پژوهش‌های مرتبط با رایانش در نظر گرفته می‌شود و فراتر از یک زیرشاخهٔ علوم رایانه تلقی می‌گردد.

### دیدگاه
HCC تأکید می‌کند که «رایانش» تنها به فناوری‌های ملموسی که انجام وظایف مختلف را ممکن می‌سازند محدود نیست، بلکه نقش مهمی در ابعاد اجتماعی و اقتصادی نیز ایفا می‌کند. افزون بر این، مایکل دِرتوزوس (Michael Dertouzos) توضیح می‌دهد که HCC فراتر از رابط‌های کاربری ساده‌ است و از طریق ادغام راهبردی پنج فناوری اصلی تعریف می‌شود:
- تعامل طبیعی
- خودکارسازی
- بازیابی اطلاعات شخصی‌سازی‌شده
- قابلیت‌های همکاری‌محور
- امکان سفارشی‌سازی

با وجود دامنهٔ گستردهٔ HCC، سه عامل بنیادی به‌عنوان هستهٔ طراحی سامانه‌ها و الگوریتم‌های HCC معرفی می‌شوند:
- در نظر گرفتن ملاحظات اجتماعی و فرهنگی
- تقویت مستقیم یا توجه به توانایی‌های انسانی
- قابلیت سازگاری (Adaptability) به‌عنوان ویژگی کلیدی

رعایت این عوامل در طراحی سامانه‌ها و الگوریتم‌های HCC می‌تواند منجر به ویژگی‌هایی همچون موارد زیر شود:
- اقدامات واکنشی متناسب با زمینه‌های اجتماعی و فرهنگی استفاده
- تلفیق ورودی از حسگرهای مختلف و ارائهٔ خروجی از طریق رسانه‌های گوناگون
- دسترسی‌پذیری برای طیف متنوعی از کاربران

## فعالیت‌های انسان‌محور در چندرسانه‌ای
فعالیت‌های انسان‌محور در چندرسانه‌ای (Human-Centered Multimedia یا HCM) بر پایهٔ پژوهش‌ها، شامل مواردی چون: تولید محتوا، حاشیه‌نویسی، سازمان‌دهی، بایگانی، بازیابی، به‌اشتراک‌گذاری، تحلیل و ارتباط هستند. این فعالیت‌ها معمولاً در سه حوزهٔ کلی دسته‌بندی می‌شوند:
- تولید (Production)
- تحلیل (Analysis)
- تعامل (Interaction)

### تولید چندرسانه‌ای
تولید چندرسانه‌ای وظیفه‌ای انسانی برای ایجاد رسانه است. برای نمونه، عکاسی، ضبط صدا، بازترکیب (Remixing) و مانند آن. در چارچوب چندرسانه‌ای انسان‌محور (HCM)، تمامی جنبه‌های مرتبط با تولید رسانه باید مستقیماً با مشارکت انسان انجام شوند. دو ویژگی اصلی در تولید چندرسانه‌ای انسان‌محور وجود دارد:
- عوامل فرهنگی و اجتماعی: سامانه‌های تولید در HCM باید تفاوت‌های فرهنگی را در نظر گرفته و متناسب با فرهنگ محیطی که در آن به‌کار گرفته می‌شوند، طراحی گردند.
- توجه به توانایی‌های انسانی: شرکت‌کنندگانی که در تولید چندرسانه‌ای انسان‌محور فعالیت می‌کنند باید قادر باشند فعالیت‌های مورد نیاز در فرایند تولید را به‌درستی به انجام برسانند.

### تحلیل چندرسانه‌ای
تحلیل چندرسانه‌ای را می‌توان به‌عنوان نوعی از کاربردهای چندرسانه‌ای انسان‌محور (HCM) تعریف کرد که به تحلیل خودکار فعالیت‌های انسانی و رفتارهای اجتماعی به‌طور کلی می‌پردازد. دامنهٔ گسترده‌ای از کاربردهای بالقوه در این زمینه وجود دارد؛ از تسهیل و بهبود ارتباطات انسانی گرفته تا ارتقاء دسترسی و بازیابی اطلاعات در حوزه‌های حرفه‌ای، سرگرمی و شخصی.

### تعامل چندرسانه‌ای
تعامل چندرسانه‌ای را می‌توان به‌عنوان حوزهٔ فعالیت‌های تعاملی در چندرسانه‌ای انسان‌محور (HCM) در نظر گرفت. درک نحوه و چرایی تعامل انسان‌ها با یکدیگر بسیار اهمیت دارد تا بتوان سامانه‌هایی طراحی کرد که این ارتباطات را تسهیل کنند و همچنین امکان تعامل طبیعی انسان‌ها با رایانه‌ها فراهم شود. برای دستیابی به تعامل طبیعی، تفاوت‌های فرهنگی و زمینه‌های اجتماعی از عوامل کلیدی هستند که باید در نظر گرفته شوند، چرا که زمینه‌های فرهنگی مختلف ممکن است تاثیرگذار باشند. به‌عنوان مثال، چند نمونه از این تعاملات عبارتند از:
- ارتباطات رو در رو که تعامل به صورت فیزیکی در یک مکان و به صورت زمان واقعی انجام می‌شود؛
- ارتباطات زنده‌ی واسطه شده توسط رایانه که تعامل به صورت فیزیکی از راه دور ولی به صورت زمان واقعی صورت می‌گیرد؛
- و ارتباطات واسطه شده توسط رایانه به صورت غیر زمان واقعی مانند پیامک فوری، ایمیل و غیره.

## فرایند طراحی انسان‌محور
فرایند طراحی انسان‌محور روشی برای حل مسئله در طراحی است. این فرایند ابتدا با هم‌دلی (Empathize) با کاربر آغاز می‌شود تا دربارهٔ مخاطبان هدف محصول اطلاعات کسب شود و نیازهای آن‌ها به‌خوبی درک گردد. این مرحلهٔ هم‌دلی منجر به انجام تحقیقات می‌شود، که در آن با پرسیدن سوالات مشخص از مخاطبان هدف، اهداف آن‌ها نسبت به محصول مورد نظر بیشتر بررسی می‌شود. این مرحلهٔ تحقیق ممکن است شامل تحلیل رقبا نیز باشد تا فرصت‌های طراحی بیشتری در بازار محصول شناسایی شود. پس از جمع‌آوری داده‌ها دربارهٔ کاربران و بازار هدف، طراح وارد مرحلهٔ ایده‌پردازی می‌شود که در آن از طریق طراحی اسکچ‌ها (طرح‌های اولیه) و وایرفریم‌ها، راه‌حل‌های طراحی را مورد بررسی قرار می‌دهد. وایرفریم تصویری دیجیتال یا فیزیکی از رابط کاربری است که بر معماری اطلاعات، تخصیص فضا و کارکردهای محتوا تمرکز دارد. معمولاً وایرفریم فاقد رنگ یا گرافیک بوده و فقط به عملکردهای مدنظر در رابط کاربری می‌پردازد. برای تکمیل فرایند طراحی انسان‌محور، دو مرحلهٔ نهایی وجود دارد. پس از طراحی وایرفریم یا اسکچ‌های اولیه، طراح معمولاً این طرح‌ها را به نمونه‌ اولیه با کیفیت بالا تبدیل می‌کند. نمونه‌سازی به طراح اجازه می‌دهد ایده‌های طراحی خود را بیشتر بررسی کند و بر مفهوم کلی طراحی تمرکز کند. کیفیت بالای نمونه به معنای تعاملی بودن یا «کلیک‌پذیر» بودن آن است که تجربهٔ یک نرم‌افزار واقعی را شبیه‌سازی می‌کند. پس از ساخت این نمونهٔ اولیه با کیفیت بالا، طراح می‌تواند تست قابلیت استفاده (Usability Testing) انجام دهد. این تست شامل جمع‌آوری افرادی است که نمایندهٔ مخاطبان هدف محصول باشند و از آن‌ها خواسته شود که مانند استفاده از محصول واقعی، نمونه را امتحان کنند. هدف از تست قابلیت استفاده، شناسایی مشکلات طراحی و تحلیل نحوه تعامل واقعی کاربران با محصول است. برای اجرای مؤثر تست قابلیت استفاده، لازم است رفتار و تصمیمات کاربران به دقت یادداشت شود و همچنین کاربر هنگام استفاده از نمونه، افکار خود را به صورت شفاهی بیان کند.

## مسیر شغلی

### برنامه‌های آموزشی دانشگاهی
با افزایش محبوبیت حوزه رایانش انسان‌محور (HCC)، بسیاری از دانشگاه‌ها برنامه‌های ویژه‌ای را برای پژوهش و تحصیل در این زمینه برای دانشجویان کارشناسی و کارشناسی ارشد ایجاد کرده‌اند.

### طراح رابط کاربری
طراح رابط کاربری فردی است که معمولاً دارای مدرک مرتبط یا دانش بالا در زمینه‌هایی مانند فناوری، علوم شناختی، تعامل انسان و رایانه، علوم یادگیری، و همچنین روان‌شناسی و جامعه‌شناسی است. این افراد روش‌های طراحی کاربر-‌محور و فرآیندهای توسعه نرم‌افزاری چابک را توسعه داده و به کار می‌برند که شامل توجه به قابلیت استفاده کلی نرم‌افزارهای تعاملی، با تأکید بر طراحی تعامل و توسعه بخش جلویی (فرانت‌اند) است.

### معمار اطلاعات (IA)
معماران اطلاعات عمدتاً برای درک نیازهای کاربران و کسب‌وکارها کار می‌کنند تا اطلاعات را به گونه‌ای سازمان‌دهی کنند که این نیازها به بهترین شکل برآورده شود. به طور مشخص، معماران اطلاعات معمولاً نقش پل ارتباطی کلیدی بین تیم‌های فنی و تیم‌های خلاق در پروژه‌ها را ایفا می‌کنند. از جمله حوزه‌های مورد علاقه در معماری اطلاعات می‌توان به طرح‌های جستجو، فراداده (متادیتا) و طبقه‌بندی (تاکسونومی) اشاره کرد.

## پروژه‌ها

### بخش علوم محاسباتی ناسا/ایمز

#### پروژه مریخ ناسا
گروه رایانش انسان‌محور (HCC) در بخش علوم محاسباتی ناسا/ایمز، به عنوان اعضای پروژه هاتون-مریخ (Haughton-Mars Project - HMP)، تحقیقاتی را در هاتون انجام می‌دهند تا با استفاده از مطالعه‌ای آنالوگ بررسی کنند چگونه روی مریخ زندگی و کار خواهیم کرد.

#### آزمایش‌های رباتیک میدانی HMP/دانشگاه کارنگی ملون (CMU)
HCC با پژوهشگران پروژه رباتیک میدانی HMP/CMU در هاتون همکاری می‌کند تا فرصت‌هایی برای کمک ربات‌ها به دانشمندان را مشخص کند. در این پروژه، یک مطالعه موازی برای ثبت کارهای انجام شده در مسیرهای حرکت انجام شده است. همچنین یک ماژول شبیه‌سازی با استفاده از ابزاری ساخته شده که افراد، ابزارهایشان و محیط کاری آن‌ها را شبیه‌سازی می‌کند. این ماژول بخشی از کنترلر رباتی خواهد بود که به دانشمندان در کارهای میدانی مریخ کمک می‌کند. در اینجا، نظریه‌ها و تکنیک‌های حوزه HCC راهنمای اصلی محسوب می‌شوند.

#### اتنوگرافی اکتشاف انسانی در فضا
آزمایشگاه HCC مطالعه اتنوگرافی (مردم‌نگاری) کار میدانی علمی را انجام می‌دهد که تمام جنبه‌های زندگی یک دانشمند در محیط میدانی را پوشش می‌دهد. این مطالعه شامل مشاهده مشارکتی در هاتون و مستندسازی تجربیات آزمایشگاه HCC است. سپس آزمایشگاه به دنبال الگوهایی در سازماندهی زمان، فضا و ابزارها توسط افراد و نحوه تعامل آن‌ها برای رسیدن به اهداف می‌گردد. تمرکز این مطالعه بر یادگیری و تغییر مفهومی است.

### مرکز رایانش شناختی همه‌جا حاضر (CUbiC) دردانشگاه ایالتی آریزونا
مرکز CUbiC بر اساس اصول رایانش انسان‌محور، برنامه‌هایی برای کمک‌های توانبخشی، بهداشتی و یاری‌رسانی توسعه می‌دهد. این مرکز که در سال ۲۰۰۱ توسط ستورامان پنچاناتان تأسیس شده، در سه حوزه اصلی رایانش چندرسانه‌ای فعالیت می‌کند: حس‌کردن و پردازش، شناسایی و یادگیری، و تعامل و ارائه. CUbiC بر پژوهش بین‌رشته‌ای تأکید دارد و افراد را در مرکز طراحی و توسعه فناوری قرار می‌دهد. از نمونه فناوری‌های تولید شده می‌توان به دستگاه Note-Taker اشاره کرد که به دانش‌آموزان کم‌بینا کمک می‌کند کلاس‌ها را دنبال کنند و یادداشت‌برداری کنند، و VibroGlove که با بازخورد لمسی، حالات چهره را به افراد کم‌بینا منتقل می‌کند. در سال ۲۰۱۶، پژوهشگران CUbiC پارادایم جدیدی به نام «رایانش چندرسانه‌ای انسان‌محور» (Person-Centered Multimedia Computing) معرفی کردند که هدفش درک نیازها، ترجیحات و رفتارهای کاربر از جمله توانایی‌ها و مهارت‌های شناختی برای طراحی فناوری‌های خودمحور است. این رویکرد بر تحلیل و تعامل چندرسانه‌ای تاکید دارد تا فناوری‌هایی بسازد که بتوانند با کاربران جدید سازگار شوند، حتی اگر برای یک فرد خاص طراحی شده باشند.